# Sundsvall Dragons
Les Sundsvall Dragons est un club suédois de basket-ball situé dans la ville de Sundsvall. Le club appartient à l'élite du championnat suédois.

## Palmarès
Champion de Suède en : 2009, 2011

## Joueurs célèbres ou marquants
- Liam Rush
- Clay Tucker
- Anton Gaddefors
- Scottie Pippen